# دان بوتلر
دان بوتلر (بالسويدية: Dan Beutler) مواليد 7 أكتوبر 1977 في السويد، هو لاعب كرة يد سويدي يلعب كحارس مرمى. مثل منتخب السويد لكرة اليد.

## المسيرة الاحترافية
لعب مع نادي فلنسبورغ هاندفيت لكرة اليد في الدوري الألماني من سنة 2003 إلى 2011، ثم لعب مع آي إف كي كريستيانستاد في الدوري السويدي في موسم 2013-2014، ثم لعب مع نادي لمغو لكرة اليد في الدوري الألماني في سنة 2015.

## روابط خارجية
- دان بوتلر على موقع الاتحاد الأوروبي لكرة اليد (الإنجليزية)